# خاوی کانترو
خاوی کانترو (انگلیسی: Javi Cantero؛ زادهٔ ۲۲ ژانویهٔ ۱۹۸۸) بازیکن فوتبال اهل اسپانیا است.
از باشگاه‌هایی که در آن بازی کرده‌است می‌توان به باشگاه فوتبال میراندس، باشگاه فوتبال انوسیس نئون پارالیمنی، باشگاه فوتبال رئال اویدو، و باشگاه فوتبال اتلتیکو مادرید بی اشاره کرد.
وی همچنین در تیم ملی فوتبال زیر ۱۹ سال اسپانیا بازی کرده‌است.